# Al-Hamrá
Al-Hamrá (arabsky الحمراء‎) je okolo 400 let staré město v regionu ad-Dáchilíja v severovýchodním Ománu. Poblíž města se při horském svahu nachází osada Misfát al-Abrijín. Město al-Hamrá je známé rovněž pod jménem Hamrat al-Abrijín, což odkazuje na zde žijící kmen al-Abri.
Džabal Šams (česky Sluneční hora), nejvyšší hora Ománu, leží severně od al-Hamrá. Na jejím úpatí se nachází jeskyně al-Húta, patřící k největším[zdroj⁠?!] jeskyním na světě.